# 松山宗彦
松山 宗彦（まつやま むねひこ）は、日本の翻訳家。
青山学院大学国際政治経済学部卒業。一橋大学大学院商学研究科修士課程修了。ニューヨーク州立大学バッファロー校経営大学院修了。在米生活14年の間にアメリカの爆発的ポーカーブームと出合いプレイを始める。主に海外のポーカー戦略書を翻訳している。

## 翻訳
- フィル・ゴードンのポーカー攻略法　入門編（共訳）（2010年）
- ガスハンセンのポーカーミリオンロード　（2011年）
- オンラインポーカーで稼ぐ技術（上）　（2011年）
- オンラインポーカーで稼ぐ技術（下）　（2012年）
- フィル・ゴードンのデジタルポーカー　（2013年）
- ステップアップポーカー　（2016年）
- アグレッシブポーカー　強敵を倒せ　（2017年）
- ザ メンタル ゲーム　（2017年）
- エドミラーのポーカースクール（共訳）　（2018年）
- アグレッシブポーカー　究極の戦略（共訳）　（2018年）
- ポーカーエリートの「公然の秘密」　（2018年）
- エド・ミラーのエクスプロイトポーカー　プレイヤーをプレイする　（2020年）

## 監訳
- フィル・ゴードンのポーカー攻略法　実践編　（2011年）